# Lazaretto
Lazaretto – drugi studyjny album w solowej karierze Jacka White'a. Został on wydany 10 czerwca 2014 roku, nakładem wytwórni Third Man Records, XL Recordings i Columbia Records. Album został wydany na CD oraz w formie specjalnej limitowanej płyty winylowej (Ultra LP). Zawiera ona m.in. dodatkowe piosenki ukryte na etykietach oraz hologram, który staje się widoczny, kiedy płyta jest odtwarzana. Inspiracją do powstania tej płyty były historie napisane przez Jacka w wieku 19 lat, które odnalazł po latach.

## Lista utworów
1. „Three Women” – 3:57
2. „Lazaretto” – 3:39
3. „Temporary Ground” – 3:13
4. „Would You Fight for My Love?” – 4:09
5. „High Ball Stepper” – 3:52
6. „Just One Drink” – 2:37
7. „Alone in My Home” – 3:27
8. „Entitlement” – 4:06
9. „That Black Bat Licorice” – 3:50
10. „I Think I Found the Culprit” – 3:49
11. „Want and Able” – 2:34